# Le Déluge
Le Déluge korábbi község Franciaországban, Oise megyében. Lakosainak száma 564 fő (2018. január 1.). Le Déluge Le Coudray-sur-Thelle, Corbeil-Cerf, Laboissière-en-Thelle, La Neuville-d’Aumont és Ressons-l’Abbaye községekkel határos.
2017. január 1-jén La Neuville-d’Aumont és Ressons-l’Abbaye korábbi községgel egyesült és az így létrejött La Drenne új község része lett.

## Népesség
A település népességének változása:
| Lakosok száma | 512  | 525  | 1010 | 559  | 564  |
|               | 2013 | 2015 | 2016 | 2017 | 2018 |